# انتشار غلتان
انتشار غلتان در توسعهٔ نرم‌افزار به معنی توسعه دادن پیوستهٔ یک نرم‌افزار است و در مقابل نرم‌افزارهایی قرار می‌گیرد که برای به‌روزرسانی آن‌ها، می‌بایست آن‌ها را بر روی نسخهٔ قبلی دوباره نصب کنید.انتشار غلتان یکی از انواع چرخهٔ ارائهٔ نرم‌افزار است. انتشار غلتان بیشتر در توزیع‌های لینوکس مورد استفاده‌است.
معمولاً نرم‌افزاری که از انتشارغلتان استفاده می‌کند بروزرسانی‌هایی با حجم کم و پی‌درپی دارد. هرچند که تنها قابلیت بروزرسانی به معنی انتشارغلتان بودن آن نیست. در انتشار غلتان برنامه نویسان باید بر روی یک بستر و شاخه ثابت فعالیت کنند.

## انتشار نیمه‌غلتان
انتشار نیمه‌غلتان مدلی از توسعهٔ نرم‌افزار است که در آن زیرمجموعه‌ای از نرم‌افزارها وجود دارند که به صورت غیر غلتان هستند.
از نمونه نرم‌افزارهایی که از این مدل توسعه پیروی می‌کنند می‌توان به چاکرا لینوکس اشاره کرد.

## لینوکس
توزیع‌هایی همانند آرچ لینوکس، جنتو، چاکرا (سیستم‌عامل)، سابایون و پی‌سی‌لینوکس و به تازگی توزیع کالی لینوکس برای ارائهٔ نرم‌افزار خود از انتشار غلتان استفاده می‌کنند. اما اکثر توزیع‌های دیگر (همهٔ توزیع‌های بر پایه دبیان و ردهت) به صورت جدا نرم‌افزار خود را ارائه می‌دهند.